# Sedm svobodných umění

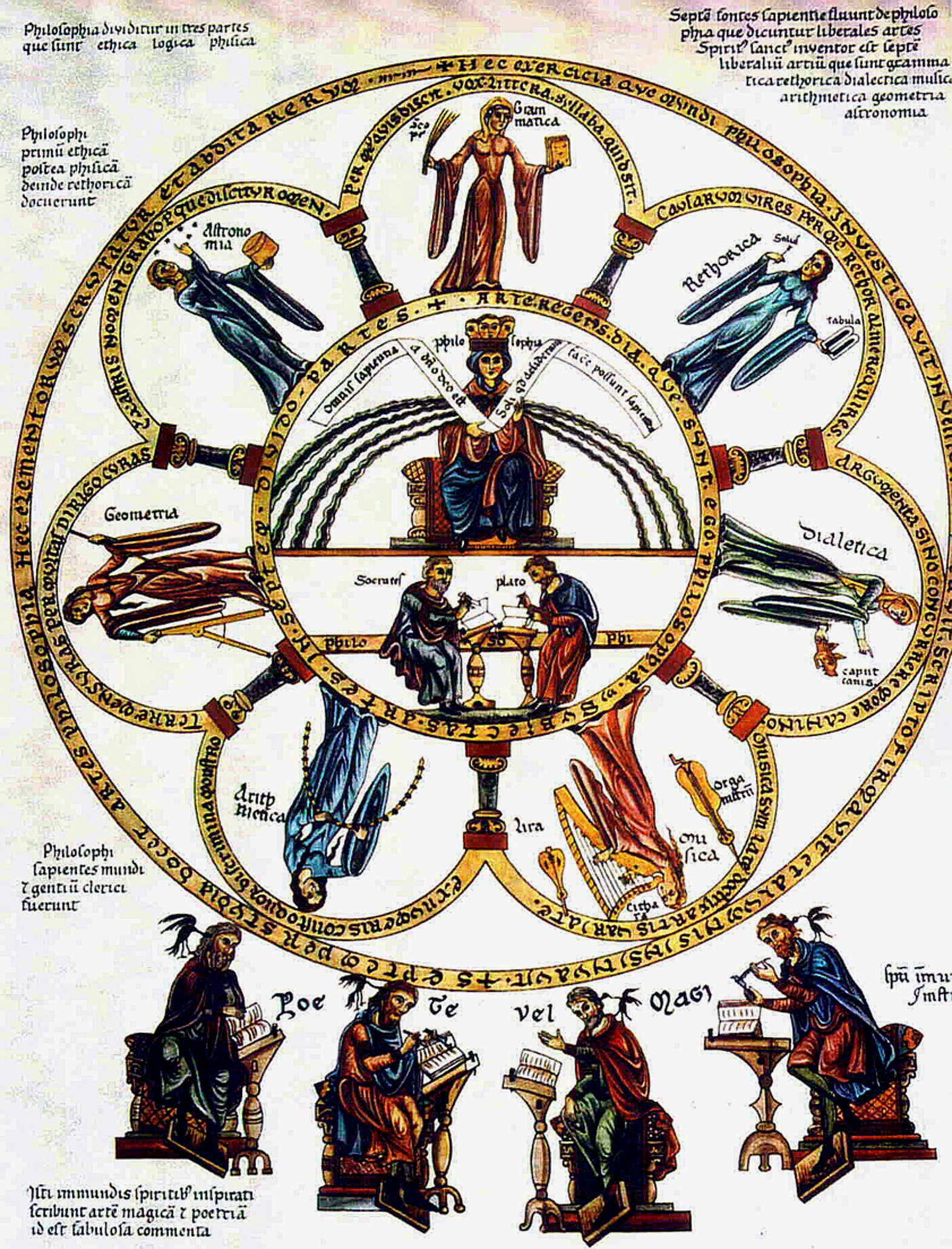
Sedm svobodných umění – obrázek z Hortus deliciarum od Herrady von Landsberg (12. století)

Sedmero svobodných umění (lat. septem artes liberales) tvořilo základ středověkého vzdělávání, byl to středověký název pro souhrn předmětů, které tvořily všeobecné vzdělání (řecky enkyklios paideia, lat. orbis doctrinae – kruh vzdělání) středověkého vzdělance. Sedm základních umění, tedy vědeckých a učebních oborů, bylo rozděleno na trivium zaměřené především na texty a kvadrivium pro obory spojené s čísly. Tehdejší chápání obsahu jednotlivých umění se však lišilo od moderních pojmů.
Tato umění byla svobodná (liberales), protože věnovat se jim bylo hodno svobodného člověka (lat. homo liber), na rozdíl od manuálních či řemeslných zručností. Od slova artes pochází pojmenování nejnižší z fakult na středověkých univerzitách. Artistická fakulta byla předchůdkyní dnešní fakulty filozofické a její bakalariát byl podmínkou pro vstup na ostatní fakulty, v Rakousku až do roku 1848.

## Původ
Systém vycházející z antické tradice navrhl Martianus Capella ve svém díle De nuptiis philologiæ et Mercurii kolem roku 415. V tomto encyklopedickém spisu O svatbě Filologie s Merkurem vystupuje sedm panen, které každá systematicky vykládá svou moudrost. Aby bylo možné všechny obory lépe zvládnout, rozdělil je Boëthius na trivium a kvadrivium. Žáci si pak nejdříve osvojovali nižší trivium a pak teprve náročnější kvadrivium.

## Sedm svobodných umění v systému středověkého školství
Na církevních školách a artistických fakultách se vyučovalo především sedm svobodných umění, známých již v antickém starověku. Byly to gramatika, rétorika, dialektika, aritmetika, geometrie, astronomie a hudba. Protože základem vyučování byla četba textu a jeho výklad, museli se žáci nejprve naučit gramatiku, to znamená přečíst latinský text a porozumět mu. Po roce 800 přestala být latina živým jazykem a nahradily ji nově vzniklé národní jazyky. Ve školách se však nadále vyučovalo latinsky. Také duchovní a vzdělanci se mezi sebou dorozumívali latinským jazykem a psali v něm svá učená pojednání. Znalost gramatiky jim umožnila číst antické autory a napodobovat je.
S gramatikou byla úzce spjata rétorika. Jejím úkolem bylo vést žáky k tomu, aby dovedli podle určitých pravidel sestavit dopis a úřední listinu. Dialektika (logika) učila přesnému a důslednému myšlení, jaké vyžadovala scholastika. Tyto tři disciplíny, tzv. trivium, museli žáci zvládnout nejdříve. Poté mohli pokračovat studiem náročnějšího kvadrivia. Hlavní zásadou dodržovanou při vyučování byl postup od jednoduché látky ke složitějšímu učivu. Tato zásada platí dodnes.

## Trivium
Takzvané trivium (trojcestí) představovalo tři základní umění spojená s řečí či slovem:
1. gramatika – hlavně latinská gramatika, rozbor literárních děl převážně antických autorů.
2. rétorika – včetně stylistiky, pro schopnost sestavování listin a dopisů, ovšem též právo a etika.
3. dialektika – logika a filozofie v dnešním významu; dříve také argumentace proti kacířům.

Absolvent studia těchto umění byl Baccalaureus (bakalář) - ověnčený vavřínem (lat. laurus, vavřín, srv. laureát).
Název trivium se v 18. století začal používat pro elementární výuku čtení, psaní a počítání. Dodnes se základním nebo jednoduchým znalostem říká trivia nebo triviální, ovšem v poněkud posunutém významu.

## Kvadrivium
Druhým stupněm bylo quadrivium (čtyřcestí), čtyři umění spojená s čísly:
1. aritmetika – nauka o velikostech (tj. číslech)
  - počítaní, teorie čísel
  - „vyšší“ význam čísel (numerologie, kabbala)
2. geometrie – nauka o nepohyblivých velikostech
  - geometrie v dnešním smyslu (geometrie kruh, trigonometrie)
  - geometrické (doslovně zeměměřičské) principy a pravidla, geografie a kartografie
3. astronomie – nauka o pohyblivých velikostech
  - pohyb planet (pohyb Slunce a Měsíce)
  - astrologie
4. hudba – nauka o proporcích mezi velikostmi
  - nauka o harmonickém, číselném uspořádání světa, poslouchatelná hudba a její harmonie je jen výřezem z celkového ideálního (božského) uspořádání světa

Absolvent studia těchto umění byl Magister artium (liberalium), tedy učitel či mistr (svobodných) umění.